# Ландшафтна архитектура
Ландшафтна архитектура е проектирането на обществени места на открито, паркове и градини, както и други структури за постигане на екологични, социално-поведенчески, или естетични резултати. Това включва системното изучаване на съществуващите социални, екологични и геоложки условия и процеси в ландшафта, и проектирането на интервенции, чрез които ще се достигне до желания резултат. Обхватът на професията включва: дизайн на градска среда (ландшафтен дизайн); планиране за местата, управление на дъждовни води; жилищно или градско планиране; екологично възстановяване; планиране на паркове и места за отдих, управление на визуален ресурс; планиране на зелена инфраструктура и озеленяване на частни и други имоти, в които специалистите планират и проектират в различни мащаби ландшафтния дизайн, изграждането и управлението му. Специалистите в професията на ландшафтната архитектура се наричат ландшафтни архитекти.
Ландшафтни архитекти работят върху всички видове структури и външно пространство – големи или малки, градски, крайградски и селски обекти, и с „твърди“ (вградени) и „меки“ (засадени) материали, за постигането на екологична устойчивост. Най-ценният принос може да бъде направено най-първия етап на проект за генериране на идеи с техническо разбиране и творчески усет за проектирането, организацията и използването на пространства. Архитектурният пейзаж може да обхване цялостната концепция и да се състави генерален план, от който се изготвят подробни проекти, чертежи и технически спецификации. Спрямо него се разглеждат предложенията, разрешават се и се контролират договорите за строителни работи. Други дейности могат да включват изготвянето на оценки на въздействието върху околната среда и екологичен контрол върху състоянието на ландшафта.
Ландшафтна архитектура и нейните естетически аспекти включват форма, растения, цвят, аромат, размер, климат и функция. Градинските площи се нуждаят от непрекъсната поддръжка, за да запазят плевелите и други нежелани природни явления далеч от себе си. Градините се променят със сезоните и климата, както и с цикъла на живот на растенията. Исторически градините намират приложение повече в частни имения отколкото публично.
Известно ни е, че градините са били използвани от дълбоки времена, но имаме малко знания за градини и ландшафтна архитектура през античните времена, първите писмени документи за тях идват доста по-късно, под формата на наръчници за изграждане на градини, след което като критики и културни коментари. Историята на градинарството отбелязва значително развитие през късния 20 век, чрез историци на изкуството в САЩ и литературни историци във Великобритания начело. Колкото повече вървим напред към модерната литература, толкова по богата е библиографията, но има и много важни разработки от античността.
Древни народи като Египтяни, Римляни и Гърци развиват собствените си особености за изграждане на градини. По времето на Италианския ренесанс се развиват външните градини, които се смятат за продължение на сградата. Един чудесен пример в Тиволи, Италия е Вила д`Есте, която е известна с това, че има един от най-красивите паркове в Европа. Построена, когато кардинал Иполито II д’Есте взима решение да превърне досегашния манастир във вила. Тя се намира в непосредствена близост до столицата- Рим, което я прави често предпочитана дестинация за дневни пътешествия на туристи, но не само близостта и до великия град, а най-вече и изящните и пищни градини наслоени от зеленина, изготвени с помощта на това, което днес ние наричаме ландшафтна архитектура.